# Conseil consulaire
Le conseil consulaire est composé de conseillers des Français de l'étranger (anciennement conseillers consulaires) élus pour six ans par les Français établis hors de France ainsi que de personnalités qualifiées du monde politique et diplomatique. Il est chargé de formuler des avis sur des questions consulaires ou d'intérêt général, notamment dans les domaines de l'économie et des finances, du renseignement intérieur, de la sécurité et de la défense, de la culture, de l'éducation et de l'enseignement supérieur. Les conseillers consulaires travaillent étroitement avec les ambassades et les consulats représentant la présidence de la République française à l'étranger.

## Création
Les conseils consulaires ont été créés par loi du 22 juillet 2013 qui a réformé la représentation des Français établis hors de France,. Chaque conseil est composé d'un à neuf conseillers des Français de l'étranger élus au suffrage universel direct tous les six ans, et est présidé par l'ambassadeur ou le consul général.
Les premières élections consulaires ont eu lieu en mai 2014 et l'élection de l'Assemblée en juin 2014. Les secondes, prévues en mai 2020 ont été reportées à mai 2021 du fait de la pandémie de Covid-19.

## Conseillers des Français de l'étranger
Les 443 conseillers des Français de l'étranger sont élus dans 130 circonscriptions. Selon le nombre de Français inscrits sur les registres consulaires, chaque circonscription peut couvrir un pays entier, une partie d'un pays ou plusieurs pays. Les conseillers des Français de l'étranger élisent en outre 90 d'entre eux pour siéger au sein de l’Assemblée des Français de l'étranger.
Les conseillers des Français de l'étranger perçoivent une indemnité semestrielle destinée à couvrir forfaitairement les charges liées à l'exercice de leur mandat, et subordonnée à leur participation aux réunions du conseil consulaire. Le montant de cette indemnité varie en fonction des circonscriptions mais s’élève en moyenne à environ 1 800 euros. 
Les conseillers qui sont membres de l’Assemblée des Français de l’étranger sont de plus remboursés des frais occasionnés par chaque session (notamment le trajet entre la circonscription et Paris, ainsi que le logement à Paris), dans le cadre d’une indemnité forfaitaire fixée selon les modalités définies par arrêté. (Avant la réforme de 2013 et la création des conseillers consulaires (devenus conseillers des Français de l'étranger en 2019), les conseillers AFE bénéficiaient d’une indemnité mensuelle de 1 000 euros)
Ils forment avec les 68 délégués consulaires et les parlementaires (11 députés et les 12 sénateurs) représentant les Français établis à l'étranger, le collège des Grands électeurs devant élire les sénateurs des Français établis à l'étranger.

Les délégués consulaires sont membres des conseils consulaires. Ce sont des grands électeurs lors des Élections sénatoriales françaises. Les délégués consulaires sont élus en même temps que les conseillers pour corriger les écarts de population entre les circonscriptions.
Le nombre de conseillers des Français de l'étranger dépend du nombre de Français inscrits sur les listes consulaires de la circonscription électorale au 1er janvier de l'année du scrutin. Pour celui de 2014, le calcul a été réalisé par rapport au nombre de 1 642 953 inscrits :
| Inscrits dans la circonscription | Conseillers consulaires (2014) |
| -------------------------------- | ------------------------------ |
| Moins de 2 190 inscrits          | 1                              |
| De 2 191 à 8 214 inscrits        | 3                              |
| De 8 215 à 16 429 inscrits       | 4                              |
| De 16 430 à 32 858 inscrits      | 5                              |
| De 32 859 à 54 764 inscrits      | 6                              |
| De 54 765 à 109 529 inscrits     | 7                              |
| Plus de 109 530 inscrits         | 9                              |

Avec ce mode de répartition destiné prioritairement à désigner les élus de proximité des Français établis à l'étranger, les plus grandes circonscriptions sont sous-représentées dans le collège électoral de sénateurs par rapport aux plus petites. De ce fait, et afin de respecter l'impératif constitutionnel sur la représentativité démographique des élections parlementaires, il est nécessaire d'augmenter le nombre d'élus. Les délégués consulaires, qui sont les suivants de listes, n'ont pour seule fonction que celle de voter lors des élections sénatoriales. Un délégué est élu pour chaque tranche de 10 000 inscrits à partir de 20 000.

## Attributions
Le conseil consulaire peut être consulté sur la gestion du budget et sur toute question concernant les Français établis dans la circonscription et relative à la protection sociale et à l'action sociale, à l'emploi, à la formation professionnelle et à l'apprentissage, à l'enseignement français à l'étranger et à la sécurité.
Il exerce les attributions des anciennes commissions consulaires et donne son avis sur les demandes concernant :
- l'implantation des entreprises françaises, des dispositifs d'aide prévus, peut proposer des actions pour améliorer la situation professionnelle des Français ;
- la situation relevant des risques sécuritaires spécifiques, par le plan de sécurité de l'ambassade et ou du poste consulaire dans la limite de confidentialité liée à la sécurité de l'État ;
- les subventions aux organismes d'entraide et de solidarité ;
- l'attribution d'allocations ou de secours aux Français âgés, handicapés ;
- l'attribution de bourses scolaires aux enfants français scolarisés dans des établissements à programme français homologués relevant de l'AEFE, en gestion directe, conventionnés ou partenaires ;
- la répartition du budget et des moyens destinés à réduire le chômage et favoriser l'emploi.

Chaque année, l'ambassadeur, le consul général ou le consul présente au conseil consulaire un rapport sur la situation de la circonscription consulaire.
Les délibérations des conseils consulaires donnent lieu à l'établissement d'un procès-verbal qui doit être publié sur le site internet du Consulat ou de l’Ambassade.
Les conseillers des Français de l'étranger sont donc des élus de proximité, des élus locaux. Ils sont le relais des citoyens auprès des représentants de l'État à l'étranger (postes diplomatiques ou consulaires). Ils sont aussi membres des Conseils d'établissements (CE) des établissements relevant de l’AEFE.

## Constitution
Membres de droit avec voix délibérative : chef de poste (ambassadeur ou consul), conseillers des Français de l'étranger, ainsi que seulement pour les sujets traitant de l’enseignement français à l’étranger certaines personnalités qualifiées (chefs d’établissement, représentants des parents, etc.).
Membres invités avec voix consultative : personnalités qualifiées, chef du service économique, représentant d'associations, etc.

## Circonscriptions électorales et répartition des sièges de conseillers des Français de l'étranger
Le nombre de conseillers par circonscription consulaire a été fixé pour les premières élections par arrêté du ministère des Affaires étrangères le 21 janvier 2014.
| Circonscriptions électorales                                                                       | Circonscriptions consulaires                                                       | Nombre d'inscrits au 1er janvier 2014 | Nombre de conseillers | Nombre de délégués consulaires |
| -------------------------------------------------------------------------------------------------- | ---------------------------------------------------------------------------------- | ------------------------------------- | --------------------- | ------------------------------ |
| Canada (1re circonscription)                                                                       | Vancouver, Calgary                                                                 | 6 969                                 | 3                     | 0                              |
| Canada (2e circonscription)                                                                        | Toronto                                                                            | 10 553                                | 4                     | 0                              |
| Canada (3e circonscription)                                                                        | Québec                                                                             | 10 261                                | 4                     | 0                              |
| Canada (4e circonscription)                                                                        | Montréal, Moncton/Halifax                                                          | 55 512                                | 7                     | 4                              |
| États-Unis (1re circonscription)                                                                   | Atlanta                                                                            | 6 424                                 | 3                     | 0                              |
| États-Unis (2e circonscription)                                                                    | Boston                                                                             | 7 529                                 | 3                     | 0                              |
| États-Unis (3e circonscription)                                                                    | Houston, La Nouvelle-Orléans                                                       | 9 868                                 | 4                     | 0                              |
| États-Unis (4e circonscription)                                                                    | Chicago                                                                            | 10 449                                | 4                     | 0                              |
| États-Unis (5e circonscription)                                                                    | Miami                                                                              | 11 598                                | 4                     | 0                              |
| États-Unis (6e circonscription)                                                                    | Washington                                                                         | 13 686                                | 4                     | 0                              |
| États-Unis (7e circonscription)                                                                    | Los Angeles                                                                        | 18 357                                | 5                     | 0                              |
| États-Unis (8e circonscription)                                                                    | San Francisco                                                                      | 19 477                                | 5                     | 0                              |
| États-Unis (9e circonscription)                                                                    | New York                                                                           | 32 132                                | 5                     | 2                              |
| Argentine                                                                                          | Buenos Aires                                                                       | 14 577                                | 4                     | 0                              |
| Bolivie                                                                                            | La Paz                                                                             | 1 416                                 | 1                     | 0                              |
| Brésil (1re circonscription) Suriname                                                              | Brasilia, Recife Paramaribo                                                        | 3 999                                 | 3                     | 0                              |
| Brésil (2e circonscription)                                                                        | Rio de Janeiro                                                                     | 7 014                                 | 3                     | 0                              |
| Brésil (3e circonscription)                                                                        | São Paulo                                                                          | 10 052                                | 4                     | 0                              |
| Chili                                                                                              | Santiago                                                                           | 10 623                                | 4                     | 0                              |
| Colombie                                                                                           | Bogota                                                                             | 5 029                                 | 3                     | 0                              |
| Costa Rica Honduras Nicaragua                                                                      | San José Tegucigalpa Managua                                                       | 3 337                                 | 3                     | 0                              |
| Équateur                                                                                           | Quito                                                                              | 2 318                                 | 3                     | 0                              |
| Guatemala Salvador                                                                                 | Guatemala San Salvador                                                             | 1 506                                 | 1                     | 0                              |
| Haïti                                                                                              | Port-au-Prince                                                                     | 1 654                                 | 1                     | 0                              |
| Mexique                                                                                            | Mexico                                                                             | 17 690                                | 5                     | 0                              |
| Panama Cuba Jamaïque                                                                               | Panama La Havane Kingston                                                          | 2 185                                 | 1                     | 0                              |
| Paraguay                                                                                           | Assomption                                                                         | 1 494                                 | 1                     | 0                              |
| Pérou                                                                                              | Lima                                                                               | 3 699                                 | 3                     | 0                              |
| République dominicaine                                                                             | Saint-Domingue                                                                     | 3 994                                 | 3                     | 0                              |
| Uruguay                                                                                            | Montevideo                                                                         | 2 869                                 | 3                     | 0                              |
| Venezuela Sainte-Lucie Trinité-et-Tobago                                                           | Caracas Castries Port-d'Espagne                                                    | 6 015                                 | 3                     | 0                              |
| Danemark                                                                                           | Copenhague                                                                         | 5 216                                 | 3                     | 0                              |
| Finlande Lituanie Lettonie Estonie                                                                 | Helsinki Vilnius Riga Tallinn                                                      | 3 419                                 | 3                     | 0                              |
| Irlande                                                                                            | Dublin                                                                             | 8 310                                 | 4                     | 0                              |
| Norvège Islande                                                                                    | Oslo Reykjavik                                                                     | 5 460                                 | 3                     | 0                              |
| Royaume-Uni (1re circonscription)                                                                  | Édimbourg/Glasgow                                                                  | 5 532                                 | 3                     | 0                              |
| Royaume-Uni (2e circonscription)                                                                   | Londres                                                                            | 120 707                               | 9                     | 11                             |
| Suède                                                                                              | Stockholm                                                                          | 6 785                                 | 3                     | 0                              |
| Belgique                                                                                           | Bruxelles                                                                          | 115 888                               | 9                     | 10                             |
| Luxembourg                                                                                         | Luxembourg                                                                         | 32 575                                | 5                     | 2                              |
| Pays-Bas                                                                                           | Amsterdam                                                                          | 23 448                                | 5                     | 1                              |
| Allemagne (1re circonscription)                                                                    | Berlin, Hambourg                                                                   | 22 386                                | 5                     | 1                              |
| Allemagne (2e circonscription)                                                                     | Francfort, Düsseldorf, Sarrebruck                                                  | 43 795                                | 6                     | 3                              |
| Allemagne (3e circonscription)                                                                     | Munich, Stuttgart                                                                  | 46 057                                | 6                     | 3                              |
| Autriche Slovaquie Slovénie                                                                        | Vienne Bratislava Ljubljana                                                        | 10 177                                | 4                     | 0                              |
| Suisse (1re circonscription)                                                                       | Zurich                                                                             | 28 932                                | 5                     | 1                              |
| Suisse (2e circonscription)                                                                        | Genève                                                                             | 134 668                               | 9                     | 12                             |
| Arménie Géorgie                                                                                    | Erevan Tbilissi                                                                    | 867                                   | 1                     | 0                              |
| Bulgarie Bosnie-Herzégovine Macédoine Albanie Kosovo Monténégro                                    | Sofia Sarajevo Skopje Tirana Pristina Podgorica                                    | 2 129                                 | 1                     | 0                              |
| Croatie                                                                                            | Zagreb                                                                             | 1 006                                 | 1                     | 0                              |
| Hongrie                                                                                            | Budapest                                                                           | 2 402                                 | 3                     | 0                              |
| Pologne                                                                                            | Varsovie, Cracovie                                                                 | 6 067                                 | 3                     | 0                              |
| République tchèque                                                                                 | Prague                                                                             | 3 403                                 | 3                     | 0                              |
| Roumanie Moldavie                                                                                  | Bucarest Chisinau                                                                  | 3 165                                 | 3                     | 0                              |
| Russie Biélorussie                                                                                 | Moscou, Saint-Pétersbourg, Ekaterinbourg Minsk                                     | 6 253                                 | 3                     | 0                              |
| Serbie                                                                                             | Belgrade                                                                           | 1 397                                 | 1                     | 0                              |
| Ukraine                                                                                            | Kiev                                                                               | 928                                   | 1                     | 0                              |
| Chypre                                                                                             | Nicosie                                                                            | 1 428                                 | 1                     | 0                              |
| Grèce                                                                                              | Athènes, Thessalonique                                                             | 10 433                                | 4                     | 0                              |
| Italie (1re circonscription) Malte Vatican                                                         | Rome, Naples La Valette Cité du Vatican                                            | 20 441                                | 5                     | 1                              |
| Italie (2e circonscription)                                                                        | Milan, Turin/Gênes                                                                 | 27 055                                | 5                     | 1                              |
| Monaco                                                                                             | Monaco                                                                             | 7 865                                 | 3                     | 0                              |
| Turquie                                                                                            | Istanbul, Ankara                                                                   | 7 916                                 | 3                     | 0                              |
| Andorre                                                                                            | Andorre-la-Vieille                                                                 | 3 226                                 | 3                     | 0                              |
| Espagne (1re circonscription)                                                                      | Barcelone                                                                          | 35 674                                | 6                     | 2                              |
| Espagne (2e circonscription)                                                                       | Madrid, Séville, Bilbao                                                            | 56 033                                | 7                     | 4                              |
| Portugal                                                                                           | Lisbonne, Porto                                                                    | 15 472                                | 4                     | 0                              |
| Algérie (1re circonscription)                                                                      | Oran                                                                               | 4 083                                 | 3                     | 0                              |
| Algérie (2e circonscription)                                                                       | Annaba                                                                             | 6 972                                 | 3                     | 0                              |
| Algérie (3e circonscription)                                                                       | Alger                                                                              | 20 622                                | 5                     | 1                              |
| Égypte                                                                                             | Le Caire, Alexandrie                                                               | 5 971                                 | 3                     | 0                              |
| Maroc (1re circonscription)                                                                        | Tanger                                                                             | 2 535                                 | 3                     | 0                              |
| Maroc (2e circonscription)                                                                         | Fès                                                                                | 3 294                                 | 3                     | 0                              |
| Maroc (3e circonscription)                                                                         | Agadir                                                                             | 3 765                                 | 3                     | 0                              |
| Maroc (4e circonscription)                                                                         | Marrakech                                                                          | 7 598                                 | 3                     | 0                              |
| Maroc (5e circonscription)                                                                         | Rabat                                                                              | 9 812                                 | 4                     | 0                              |
| Maroc (6e circonscription)                                                                         | Casablanca                                                                         | 19 991                                | 5                     | 0                              |
| Tunisie Libye                                                                                      | Tunis Tripoli                                                                      | 23 335                                | 5                     | 1                              |
| Bénin                                                                                              | Cotonou                                                                            | 3 755                                 | 3                     | 0                              |
| Burkina Faso                                                                                       | Ouagadougou                                                                        | 3 582                                 | 3                     | 0                              |
| Côte d'Ivoire                                                                                      | Abidjan                                                                            | 14 162                                | 4                     | 0                              |
| Guinée                                                                                             | Conakry                                                                            | 2 839                                 | 3                     | 0                              |
| Mali                                                                                               | Bamako                                                                             | 5 256                                 | 3                     | 0                              |
| Mauritanie                                                                                         | Nouakchott                                                                         | 1 915                                 | 1                     | 0                              |
| Niger                                                                                              | Niamey                                                                             | 1 648                                 | 1                     | 0                              |
| Sénégal Guinée-Bissau Cap-Vert                                                                     | Dakar Bissau Praia                                                                 | 20 187                                | 5                     | 1                              |
| Togo Ghana                                                                                         | Lomé Accra                                                                         | 3 822                                 | 3                     | 0                              |
| Afrique du Sud Mozambique Namibie Botswana                                                         | Johannesburg, Le Cap Maputo Windhoek Gaborone                                      | 8 175                                 | 3                     | 0                              |
| Angola                                                                                             | Luanda                                                                             | 1 896                                 | 1                     | 0                              |
| Cameroun Guinée équatoriale                                                                        | Douala, Yaoundé Malabo                                                             | 6 917                                 | 3                     | 0                              |
| Comores                                                                                            | Moroni                                                                             | 1 998                                 | 1                     | 0                              |
| République du Congo                                                                                | Pointe-Noire, Brazzaville                                                          | 5 561                                 | 3                     | 0                              |
| Djibouti                                                                                           | Djibouti                                                                           | 4 929                                 | 3                     | 0                              |
| Éthiopie Soudan Soudan du Sud                                                                      | Addis-Abeba Khartoum Djouba                                                        | 1 217                                 | 1                     | 0                              |
| Gabon                                                                                              | Libreville, Port-Gentil                                                            | 10 969                                | 4                     | 0                              |
| Kenya Ouganda Rwanda Burundi Tanzanie Zambie Zimbabwe                                              | Nairobi Kampala Kigali Bujumbura Dar es Salam Lusaka Harare                        | 3 846                                 | 3                     | 0                              |
| Madagascar                                                                                         | Tananarive, Diégo-Suarez, Majunga, Tamatave                                        | 18 607                                | 5                     | 0                              |
| Maurice Seychelles                                                                                 | Port-Louis Victoria                                                                | 10 857                                | 4                     | 0                              |
| Nigeria                                                                                            | Lagos, Abuja                                                                       | 1 674                                 | 1                     | 0                              |
| République centrafricaine                                                                          | Bangui                                                                             | 765                                   | 1                     | 0                              |
| République démocratique du Congo                                                                   | Kinshasa                                                                           | 2 630                                 | 3                     | 0                              |
| Tchad                                                                                              | Ndjamena                                                                           | 1 306                                 | 1                     | 0                              |
| Arabie saoudite (1re circonscription) Yémen                                                        | Djeddah Sanaa                                                                      | 3 061                                 | 3                     | 0                              |
| Arabie saoudite (2e circonscription) Koweït                                                        | Riyad Koweït                                                                       | 4 059                                 | 3                     | 0                              |
| Émirats arabes unis Oman                                                                           | Dubaï, Abou Dabi Mascate                                                           | 18 140                                | 5                     | 0                              |
| Iran Pakistan Afghanistan Azerbaïdjan Turkménistan Kazakhstan Tadjikistan Ouzbékistan Kirghizistan | Téhéran Islamabad, Karachi Kaboul Bakou Achgabat Astana, Almaty Douchanbé Tachkent | 2 843                                 | 3                     | 0                              |
| Jordanie Irak                                                                                      | Amman Bagdad, Erbil                                                                | 1 784                                 | 1                     | 0                              |
| Liban Syrie                                                                                        | Beyrouth Damas                                                                     | 23 922                                | 5                     | 1                              |
| Qatar Bahreïn                                                                                      | Doha Manama                                                                        | 4 603                                 | 3                     | 0                              |
| Israël et Territoires palestiniens (1re circonscription)                                           | Jérusalem                                                                          | 23 274                                | 5                     | 1                              |
| Israël et Territoires palestiniens (2e circonscription)                                            | Tel-Aviv, Haïfa                                                                    | 51 714                                | 6                     | 4                              |
| Australie Fidji Papouasie-Nouvelle-Guinée                                                          | Sydney, Canberra Suva Port Moresby                                                 | 21 026                                | 5                     | 1                              |
| Cambodge                                                                                           | Phnom Penh                                                                         | 4 530                                 | 3                     | 0                              |
| Chine (1re circonscription)                                                                        | Canton, Wuhan, Chengdu                                                             | 4 105                                 | 3                     | 0                              |
| Chine (2e circonscription) Mongolie Corée du Nord)                                                 | Pékin, Shenyang Oulan-Bator Pyongyang                                              | 4 814                                 | 3                     | 0                              |
| Chine (3e circonscription)                                                                         | Hong Kong/Macao                                                                    | 11 173                                | 4                     | 0                              |
| Chine (4e circonscription)                                                                         | Shanghai                                                                           | 11 335                                | 4                     | 0                              |
| Corée du Sud Taïwan                                                                                | Séoul Taipei                                                                       | 4 129                                 | 3                     | 0                              |
| Inde (1re circonscription) Bangladesh Népal Sri Lanka                                              | New Delhi, Bangalore, Bombay, Calcutta Dacca Katmandou Colombo                     | 4 252                                 | 3                     | 0                              |
| Inde (2e circonscription)                                                                          | Pondichéry/Chennai                                                                 | 6 663                                 | 3                     | 0                              |
| Indonésie                                                                                          | Jakarta                                                                            | 3 973                                 | 3                     | 0                              |
| Japon                                                                                              | Tokyo, Kyoto                                                                       | 7 292                                 | 3                     | 0                              |
| Laos                                                                                               | Vientiane                                                                          | 1 936                                 | 1                     | 0                              |
| Malaisie Brunei                                                                                    | Kuala Lumpur Bandar Seri Begawan                                                   | 3 341                                 | 3                     | 0                              |
| Nouvelle-Zélande                                                                                   | Wellington                                                                         | 3 612                                 | 3                     | 0                              |
| Philippines                                                                                        | Manille                                                                            | 2 507                                 | 3                     | 0                              |
| Singapour                                                                                          | Singapour                                                                          | 10 526                                | 4                     | 0                              |
| Thaïlande Birmanie                                                                                 | Bangkok Rangoun                                                                    | 10 423                                | 4                     | 0                              |
| Vanuatu                                                                                            | Port-Vila                                                                          | 1 978                                 | 1                     | 0                              |
| Viêt Nam                                                                                           | Hô-Chi-Minh-Ville, Hanoï                                                           | 6 646                                 | 3                     | 0                              |
| Total                                                                                              | Total                                                                              | 1 642 953                             | 443                   | 68                             |